# Ferrari F12 TRS
Ferrari F12 TRS – samochód sportowy klasy wyższej typu one-off wyprodukowany pod włoską marką Ferrari w 2014 roku.

## Historia i opis modelu

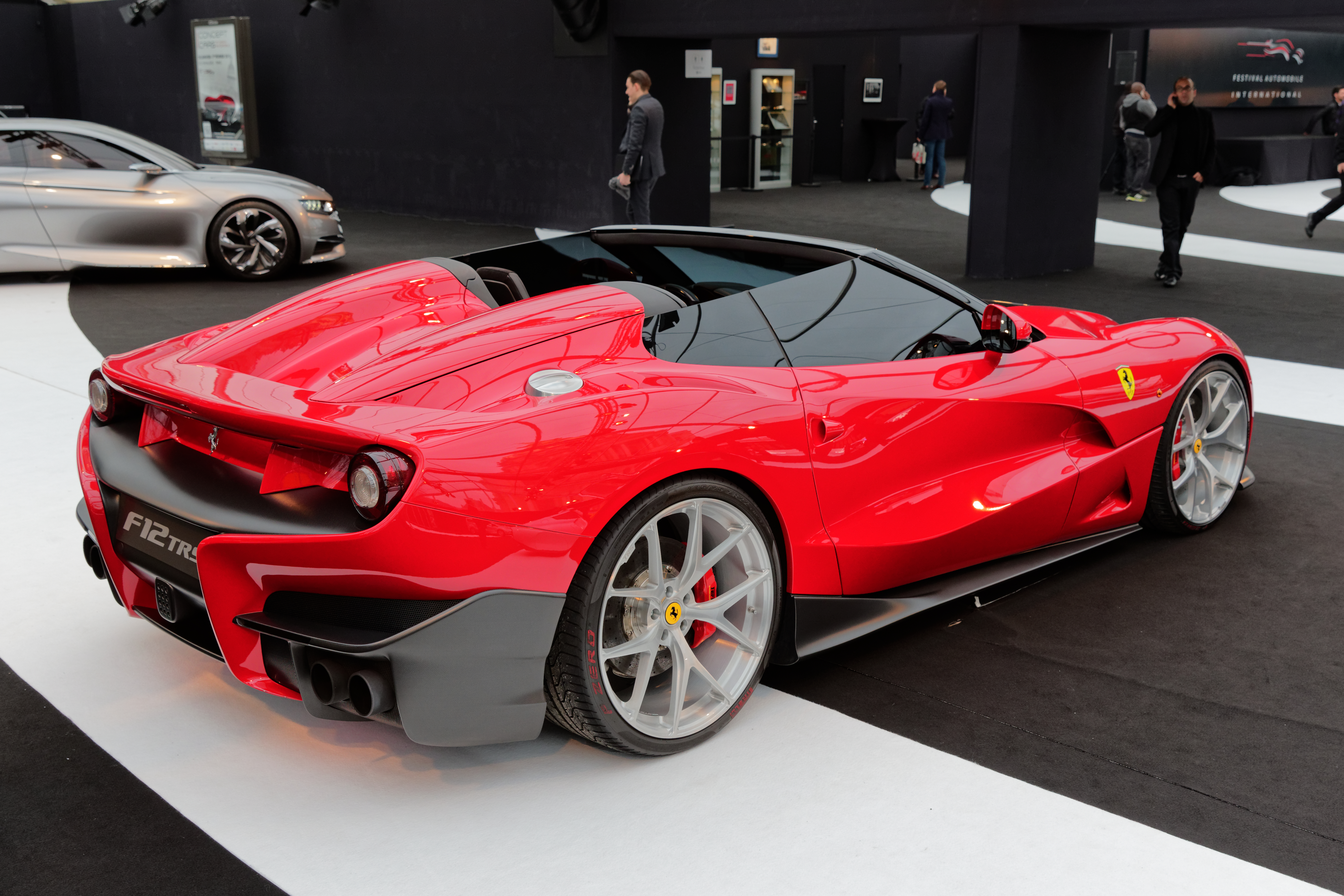
Ferrari F12 TRS - tył

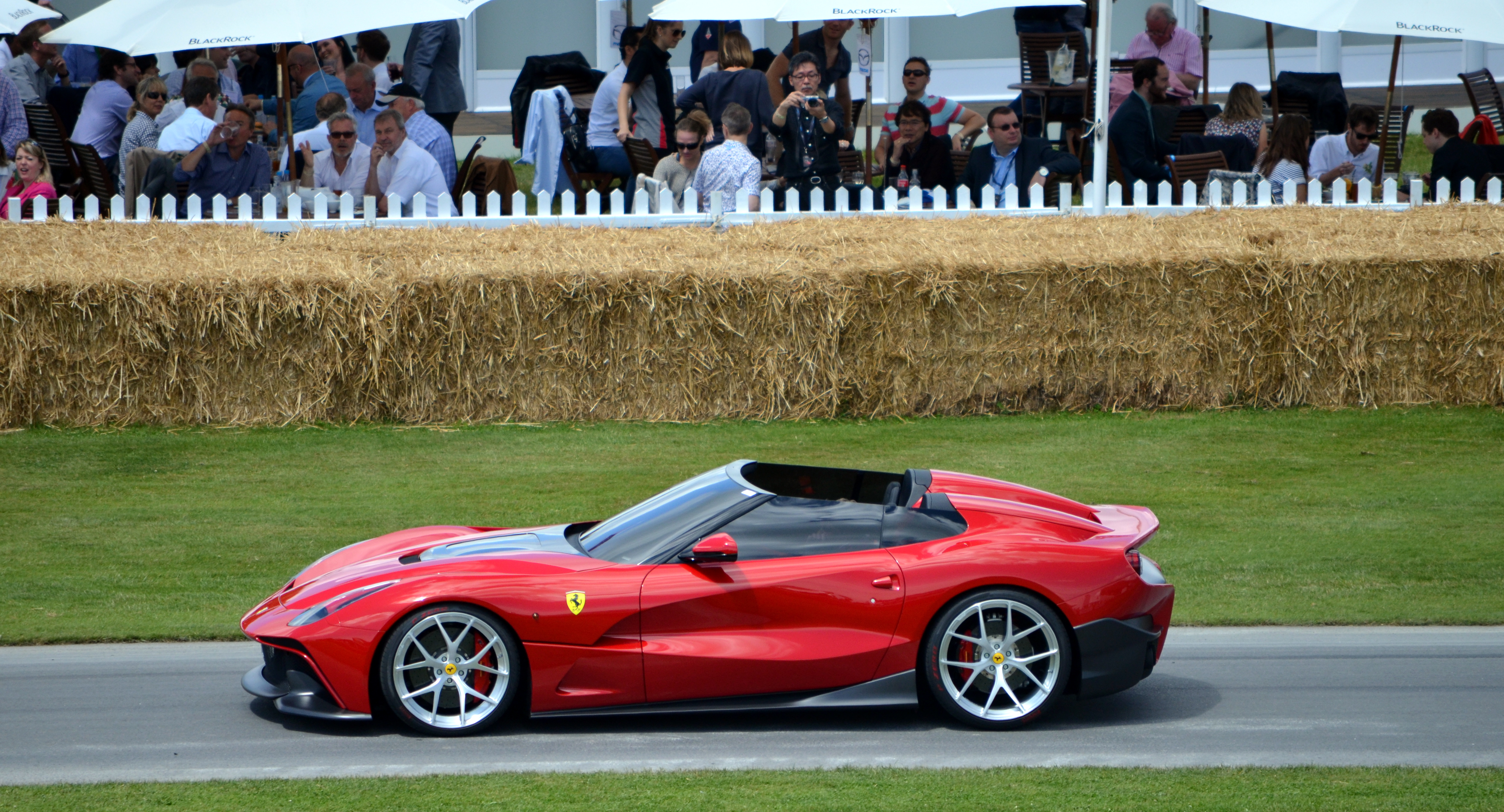
Ferrari F12 TRS na Goodwood Festival

W czerwcu 2014 roku podczas rajdu turystycznego Ferrari Cavalcade na włoskiej Sycylii włoska firma zdecydowała się przedstawić swój kolejny model zbudowany w ramach zainaugurowanego w 2008 roku programu Special Products zakładającego budowanie unikatowych konstrukcji na zamówienie. Ferrari ponownie wykorzystało swojego flagowego grand tourera jako bazę techniczną do zbudowania specjalnego modelu, tym razem wykorzystując przedstawione wówczas dopiero F12berlinetta.
Pod kątem wizualnym F12 TRS zyskało podobne względem pierwowzoru proporcje i kształt reflektorów, zyskując zarazem unikalny projekt przetłoczeń, wlotów powietrza oraz charakterystycznie ukształtowanej klapy bagażnika za otwieranym dachem. Innym wyróżniającym elementem wizualnym stały się przyciemniane szyby optycznie łączące drzwi z szybą czołową.
Do napędzania F12 TRS wykorzystany został wolnossący silnik benzynowy typu V12 o pojemności 6,2 litra i mocy maksymalnej 741 KM, który pozwolił rozpędzić się do 100 km/h w 3,1 sekundy oraz osiągnąć prędkość maksymalną 340 km/h. Jednostka napędziła tylną oś, współpracując z 7-biegową przekładnią automatyczną. 

### Sprzedaż
W przeciwieństwie do dotychczas zbudowanych modeli z serii Special Products, Ferrari zdecydowało się nie ograniczać do wyprodukowania jedynie jednego egzemplarza F12 TRS. Tym razem włoska firma zbudowała trzy sztuki limitowanego roadstera, co więcej - każdy z nich zyskał różnice w stylizacji pasa przedniego oraz tylnego zderzaka.

### Silnik
- V12 6.2l 741 KM